# Storia dei Washington Commanders

Il logo dei Washington Commanders

I Washington Commanders sono un club di football americano professionistico nato nel 1932 con sede a Washington, USA. Questa voce approfondisce la storia della franchigia dalla fondazione ad oggi.

## 1932-1945

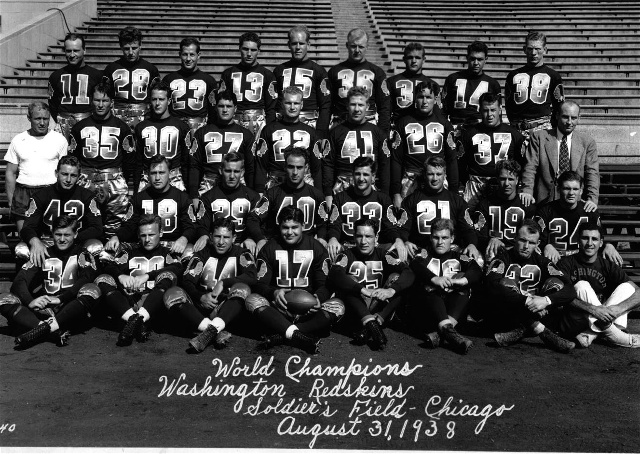
I Redskins del 1938.

La squadra nacque col nome di Boston Braves, con base a Boston, Massachusetts, nel 1932, fondata da George Preston Marshall e altri tre soci. L'anno seguente, i partner di Marshall si fecero da parte e il club cambiò il proprio nome in Boston Redskins, trasferendosi a Washington, D.C. nel 1937. Nei loro primi anni a Washington, i Redskins condivisero il Griffith Stadium con i Washington Senators di baseball. I Redskins giocarono e vinsero la loro prima gara a Washington il 16 settembre 1937 contro i New York Giants, 13–3. Il 5 dicembre 1937, vinsero il loro primo titolo di division a Washington ancora contro i Giants, 49–14. La squadra vinse quell'anno il suo primo campionato, battendo in finale il 12 dicembre i Chicago Bears, nel loro primo anno dopo il trasferimento. I Redskins incontrarono nuovamente i Bears nella finale del 1940, l'8 dicembre 1940. Il risultato, 73–0 in favore dei Bears, è ancora la peggior sconfitta di qualsiasi squadra nella storia della NFL. Un'altra grande sconfitta per i Redskins quella stagione capitò durante una cerimonia del lancio della moneta prima della partita coi Giants. Dopo aver lanciato la moneta e stretto la mano al capitano della squadra avversaria, Turk Edwards tento di ruotare attorno al proprio perno del piede. Le sue bitte però caddero nell'erba e lui si ruppe un ginocchio, terminando la stagione e la carriera in un modo inusuale.

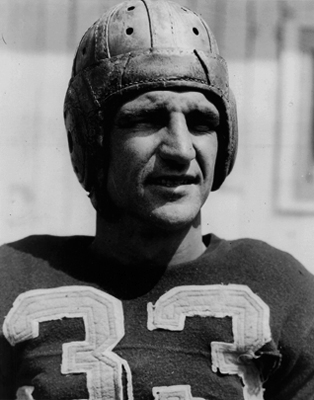
Sammy Baugh vinse due campionati NFL con la squadra.

Tra Redskins e Bears nacque presto una rivalità, dopo essersi affrontate due volte per il titolo in finale. La terza volta fu durante quella del 1942, il 13 dicembre, dove i Redskins vinsero il loro secondo titolo, 14–6. L'ultima volta che si incontrarono in finale fu l'anno successivo quando i Bears trionfarono il 26 dicembre 1943, per 41–21. Il più grande traguardo portato a termine dai Redskins nella stagione 1943 fu compiuto da Sammy Baugh, che guidò l'NFL in passaggi, punt e intercetti messi a segno in difesa.

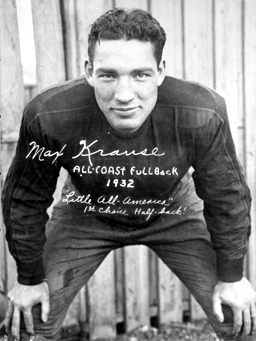
Max Krause fu il running back dei Redskins dal 1937 al 1940

La franchigia disputò la finale NFL ancora una volta prima di un digiuno di un quarto di secolo fino alla stagione 1972. Con l'ex medaglia d'oro olimpica Dudley DeGroot come nuovo capo-allenatore, i Redskins compilarono un bilancio di otto vittorie e due sconfitte durante la stagione 1945. Una delle prestazioni più notevoli venne per mano di Sammy Baugh, che ebbe una percentuale di completamento dei passaggi del 70,3%. La stagione finì perdendo contro i Cleveland Rams in finale il 16 dicembre per 15–14. La vittoria per un punto di margine rimase sub judice poiché ci fu una safety all'inizio della partita. Nel primo quarto, i Redskins avevano il pallone sulla loro linea delle 5 yard. Tornando nella end zone, il quarterback Sammy Baugh passò il pallone a un ricevitore smarcato ma questo colpi il palo (che all'epoca era sulla goal line invece che dietro la end zone) e rimbalzò a terra nella end zone. Secondo le regole dell'epoca, questa era classificata come un safety e ciò diede ai Rams il vantaggio per 2–0. Tale safety si rivelò essere il margine che decretò la vittoria. Il proprietario Marshall fu così arrabbiato per il risultato che fu il principale promotore del cambiamento della regola nella stagione successiva: un passaggio avanti che colpisca il palo è automaticamente classificato come incompleto. In seguito questa fu conosciuta come la "regola Baugh/Marshall".

## 1946–1970: dirigenza allo sbando e integrazione
Gli immediati successi della squadra le fecero guadagnare l'affetto dei fan di Washington ma dal 1945 i Redskins iniziarono un lento declino che non terminò che con la partecipazione ai playoff della stagione 1971. I Redskins cambiarono quattro diversi capi allenatori tra il 1946 e il 1951, compresi gli ex giocatori Turk Edwards e Dick Todd che come John Whelchel e Herman Ball non ebbero successo. Questo però non fermò George Preston Marshall dal tentare di fare dei Redskins la franchigia più vincente della lega. La sua prima grande innovazione fu quando il 14 giugno 1950, annunciò che l'American Oil Company stava pianificando di trasmettere in televisione tutte le partite dei Redskins, facendo di Washington la prima squadra dell'NFL ad avere un'intera stagione di gara trasmesse in tv. Il passo successivo avvenne nel febbraio del 1952, quando assunse l'ex allenatore dei Green Bay Packers Earl "Curly" Lambeau. Dopo due stagioni però, Marshall licenziò Lambeau dopo che i Redskins persero la loro gara di apertura contro i Los Angeles Rams assumendo Joe Kuharich. Nel 1955 Kuharich guidò i Redskins alla prima stagione vincente in dieci anni venendo nominato Allenatore dell'anno sia da Sporting News che da UPI.

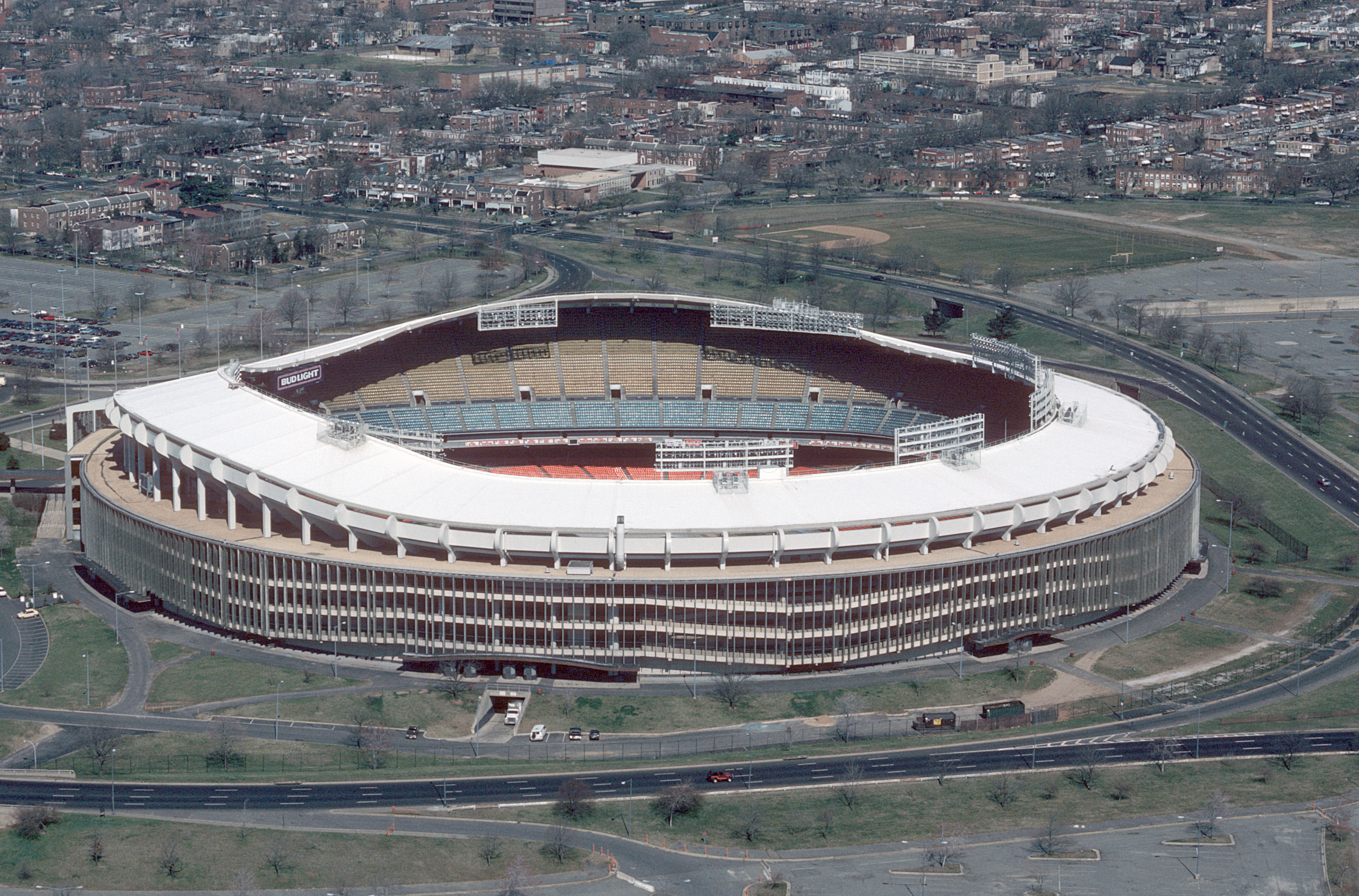
Il Robert F. Kennedy Memorial Stadium fu inaugurato nel 1961

Il vecchio logo dei Washington Redskins

Nel 1961 i Redskins si spostarono nel loro nuovo stadio chiamato D.C. Stadium (cambiato in Robert F. Kennedy Memorial Stadium nel 1969). La prima gara nel nuovo stadio si svolse il 1º ottobre 1961 davanti a 37.767 fans contro i New York Giants: I Redskins andarono in vantaggio 21–7 ma alla fine persero 24–21. Quello stesso anno, Bill McPeak divenne capo allenatore ottenendo un record di 21–46–3 in 5 stagioni. Durante questo periodo, aiutò a pescare future stelle dal draft: il wide receiver Charley Taylor, il tight end Jerry Smith, la safety Paul Krause, il centro Len Hauss e il linebacker Chris Hanburger. Questi aiutò anche a mandare in porto importanti scambi, ottenendo il quarterback Sonny Jurgensen dai Philadelphia Eagles e il linebacker Sam Huff dai New York Giants.
Uno dei motivi delle difficoltà della squadra fu lo stato di confusione in cui si trovava la dirigenza. Marshall, proprietario e presidente del team, ebbe un declino mentale nel 1962 e gli altri azionisti della squadra trovarono difficile prendere decisioni senza il loro capo. Marshall morì il 9 agosto 1969 ed Edward Bennett Williams, un socio di minoranza che era residente di Washington e anche uno degli avvocati più stimati d'America, fu scelto per condurre la franchigia mentre il socio di maggioranza, Jack Kent Cooke, viveva a Los Angeles dove conduceva il suo team di basket, i Los Angeles Lakers. Nel 1966 Otto Graham fu assunto come nuovo capo-allenatore. Graham allenò i Redskins tra 1966 e il 1968 ma qualsiasi cosa magica avesse come giocatore dell'NFL, essa sparì mentre si trovò ad allenare con la squadra che ottenne complessivamente un record di 17-22-3 durante quel periodo. Dopo aver lasciato la panchina dei Redskins in favore del leggendario Vince Lombardi, Graham tornò direttore atletico della Coast Guard Academy, prima di andare in pensione nel 1984.
Nel 1969 i Redskins assunsero Vince Lombardi, che aveva ottenuto la fama vincendo i primi due Super Bowl della storia coi Green Bay Packers, per essere il loro nuovo capo-allenatore. Lombardi guidò la squadra ad una stagione da 7–5–2, la migliore dal 1955, ma morì di cancro alla vigilia della stagione 1970. L'assistente allenatore Bill Austin fu scelto per rimpiazzare Lombardi durante il 1970 che concluse con un record di 6–8.

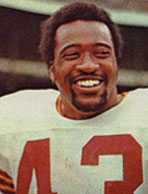
Larry Brown fu l'MVP del 1972.

### Le controversie sull'integrazione
Durante la maggior parte di questo periodo senza successo, Marshall rifiutò continuamente di integrare la squadra, malgrado le pressioni dal Washington Post e del governo federale degli Stati Uniti. Il 24 marzo 1961, il Segretario degli Affari Interni Stewart Udall ammonì Marshall di assumere giocatori di colore o avrebbe pagato le multe federali. Per la prima volta nella storia, il governo federale tentò di desegregare una squadra dello sport professionistico. I Redskins dovettero fronteggiare una causa sui diritti civili dall'amministrazione Kennedy, che avrebbe impedito a un team segregazionista di giocare nel nuovo D.C. Stadium, edificio di proprietà del Dipartimento degli Interni degli Stati Uniti e quindi del governo federale.
Nel 1962 essi divennero l'ultima franchigia professionistica di football americana a integrarsi. Al primo giro del draft, i Redskins scelsero Ernie Davis, primo giocatore afroamericano a vincere l'Heisman Trophy. Con la loro seconda scelta nel draft, i Redskins presero un altro giocatore di colore, Joe Hernandez da Arizona. Scelsero anche Ron Hatcher nell'ottavo giro, un giocatore da Michigan State, il primo giocatore nero a siglare un contratto professionistico coi Redskins. A metà dicembre però, Marshall annunciò che il giorno del draft NFL aveva scambiato i diritti di Davis coi Cleveland Browns, che volevano Davis per affiancare il leader della lega nelle corse, Jim Brown, in quel reparto. Davis fu scambiato coi Browns per il running back All-Pro Bobby Mitchell (che divenne un wide receiver a Washington) e al primo giro del 1962 scelsero Leroy Jackson. Poco dopo si scoprì che Davis era malato di leucemia, a causa della quale morì prima di aver giocato un singolo minuto nel football professionistico. Mitchell fu seguito da altre stelle di colore come il receiver Charley Taylor, il running back Larry Brown, il defensive back Brig Owens e la guardia John Nisby dai Pittsburgh Steelers. I Redskins terminarono la stagione 1962 con il loro miglior record in cinque anni: 5–7–2. Mitchell primeggiò nella lega con 11 touchdown, ricevette 72 passaggi e fu selezionato per il Pro Bowl.

## 1971–1980: La ripresa con George Allen

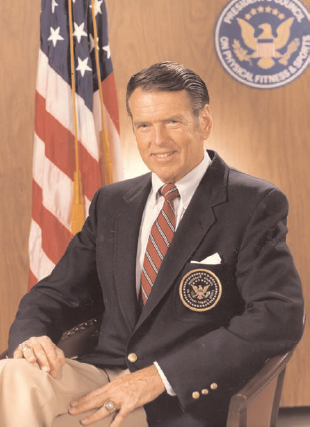
George Allen riportò i Redskins ai playoff dopo 25 anni di assenza.

Dopo la morte di Lombardi e la stagione senza successo di Austin nel 1970, Williams firmò l'ex capo-allenatore dei Los Angeles Rams George Allen come head coach il 6 gennaio 1971. In parte composte da stagionati veterani invece di giovani giocatori molto pubblicizzati, le squadre di Allen divennero conosciute come le Over-the-Hill Gang. Quella stagione, i Redskins raggiunsero i playoff per la prima volta dal 1945 con un record di 9–4–1. Essi persero nei Divisional Playoff contro i San Francisco 49ers, 24–20. La stagione seguente, ospitarono la loro prima gara di playoff a Washington dal 1942, dove superarono i Green Bay Packers 16–3 nei Divisional Playoff della NFC. I Redskins raggiunsero così la finale dei conference, battendo Dallas 26–3, perdendo solo contro gli imbattuti Miami Dolphins 14–7 nel Super Bowl VII.
Il club raggiunse nuovamente i playoff nelle stagioni 1973, 1974 e 1976, ma venne eliminato tutte e tre le volte al primo turno. Dopo che i suoi Redskins mancarono l'accesso ai playoff nel 1977, malgrado un record di 9–5, Allen fu licenziato e sostituito da Jack Pardee, un linebacker che era stato una stella sotto la direzione di Allen a Los Angeles e Washington. Nel suo primo anno, la squadra partì con bilancio di 6–0 ma perse 8 delle ultime 10 partite. Alla fine della stagione, il socio di maggioranza dei Redskins Jack Kent Cooke si spostò da Los Angeles alla Virginia per prendersi cura delle faccende quotidiane del team al posto di Edward Bennett Williams.
I Redskins scelsero bene durante il Draft NFL 1979, dove pescarono le future stelle Don Warren e Monte Coleman. La stagioni 1979 partì con un record di 6–2 e nell'ultima partita della stagione, al Texas Stadium contro i Dallas Cowboys. i Redskins si giocavano l'accesso ai playoff e la vittoria di division. Partiti in vantaggio 10–5, a poco tempo dalla fine Washington guidava 34–28, quando il quarterback Roger Staubach guidò i Cowboys a una rimonta nel quarto periodo con due passaggi da touchdown. La sconfitta 35–34 fece scendere Washington ad un record 10-6, togliendola dalla lotta per i playoff. La partenza vincente di Pardee con la squadra non passò inosservata e venne nominato allenatore dell'anno dalla Associated Press e dalla UPI. Il mandato di Pardee però non durò a lungo, venendo licenziato dopo un record di 6–10 nel 1980. Egli ebbe comunque il merito di scegliere Art Monk nel primo giro del draft.

## 1981–1992: l'era di Gibbs

### 1981
Il 13 gennaio 1981, il proprietario Jack Kent Cooke firmò il coordinatore offensivo dei San Diego Chargers, Joe Gibbs, come capo-allenatore. Durante la pausa tra una stagione e l'altra, i Redskins acquisirono Mark May, Russ Grimm, Dexter Manley nel Draft NFL 1981, i quali diedero tutti notevoli contributi alla squadra negli anni a venire. Dopo aver iniziato la stagione perdendo tutte le prime cinque sfide, i Redskins vinsero otto delle successive undici, concludendo la stagione sull'8–8.

### 1982: Vittoria del Super Bowl XVII

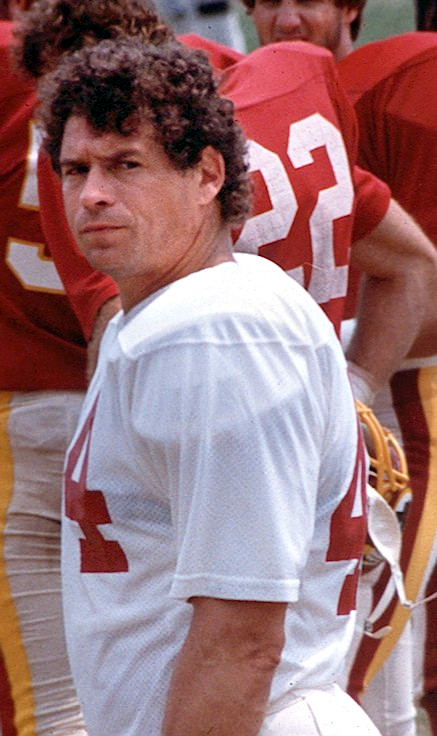
John Riggins trascinò i Redskins alla prima vittoria del campionato NFL dopo 40 anni.

A partire dal 21 settembre 1982, l'NFL affrontò uno sciopero di 57 giorni dei giocatori che ridusse la stagione 1982 da 16 a 9 gare. A causa della stagione accorciata, la lega adottò quell'anno un torneo dei playoff a 16 squadre, in cui le squadre di ogni conference erano classificate dall'1 all'8 in base al loro record nella stagione regolare. Dopo il termine dello sciopero, i Redskins dominarono vincendo sei delle sette gare rimanenti e centrarono i playoff per la prima volta dal 1976.
Il 15 gennaio 1983, durante il secondo turno dei playoff contro i Minnesota Vikings, John Riggins stabilì il record di yard corse per i Redskins nei playoff con 185, guidando Washington alla vittoria per 21–7 e guadagnandosi un posto nella finale della NFC contro Dallas, che venne superata 31 a 17. Nel Super Bowl XVII, il 30 gennaio 1983, i Redskins centrarono la prima vittoria nel Super Bowl e il loro primo titolo nella NFL dopo 40 anni, superando i Miami Dolphins per 27–17. Riggins mise la sua firma sulla partita, quando, su una situazione di quarto down con i Redskins in svantaggio 17–13, l'allenatore chiamò la giocata "70 Chip" che prevedeva un passaggio corto. Il running back invece guadagnò 43 yard (39 m) correndo oltre il placcatore Don McNeal e segnando un touchdown. I Redskins vinsero con un punteggio di 27–17.

### 1983: Sconfitta in finale
.

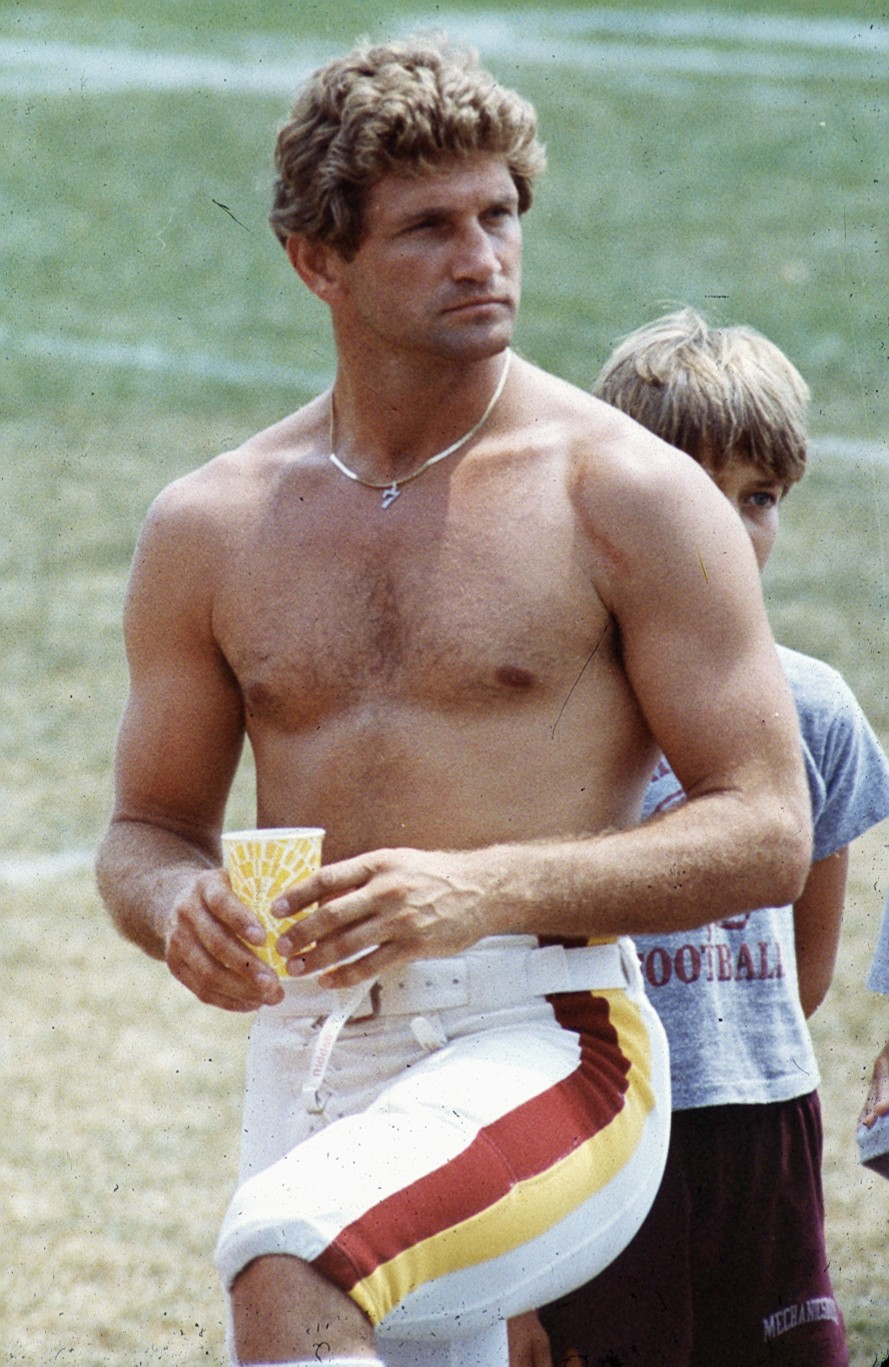
Joe Theismann nel 1985 lasciò i Redskins dopo 12 anni a causa di una frattura alla gamba.

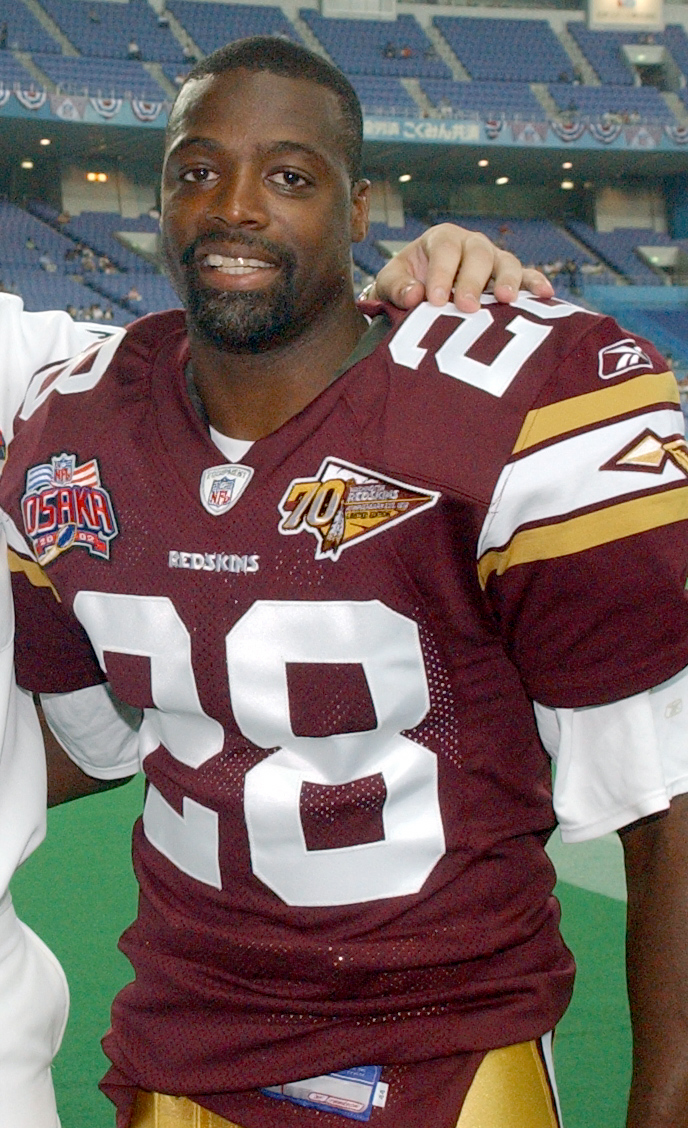
L'Hall of Famer Darrell Green giocò venti stagioni tutte coi Redskins

La stagione 1983 vide il debutto del rookie Darrell Green, scelto nel Draft NFL 1983 con Charles Mann, che militato nel club per venti stagioni. Il 1º ottobre 1983, i Redskins neo-campioni persero al debutto contro i Green Bay Packers 48–47 nel Monday Night Football col punteggio più alto della storia, in cui le squadre sommarono oltre 1.000 yard totali in attacco. In seguito, durante l'ultima gara della stagione regolare il 17 dicembre 1983, Mark Moseley stabilì il record NFL con 161 punti, con Riggins secondo con 144 punti. Questa fu la prima partita dal 1951 che i due giocatori in testa alla classifica dei punti segnati giocavano nella stessa squadra. Washington dominò la NFL con una stagione da 14 vittorie, segnando il record della lega con 541 punti, molti dei quali vennero da Riggins, che segnò 24 touchdown, mentre il quarterback Joe Theismann fu nominato MVP della NFL. Nella post-season, i Redskins batterono i Los Angeles Rams 51–7. La settimana seguente, Washington superò i San Francisco 49ers 24–21 in quella che fu l'ultima vittoria stagionale, poiché i Raiders vinsero per 38–9 nel Super Bowl XVIII.

### 1984-1986
I Redskins terminarono la stagione 1984 con un record di 11–5, vincendo la NFC East per la terza stagione consecutiva. La squadra però perse al primo turno dei playoff contro i Chicago Bears, 23–19. Il 18 novembre 1985, durante una partita contro i Giants, Theismann si ruppe la gamba durante un sack di Lawrence Taylor. La frattura composta lo costrinse a ritirarsi dopo 12 anni di carriera, durante i quali divenne il primatista di sempre dei Redskins in passaggi tentati e completati.
Il principale fatto della offseason del 1986 venne nel Draft 1986, quando i Redskins scelsero il futuro MVP del Super Bowl Mark Rypien durante il sesto giro. Nel 1986 la strada per i playoff si fece ancora più dura, con i Redskins che li raggiunsero solo grazie alla wild card malgrado avessero un record in stagione di 12–4. Essi vinsero il turno della wild card contro i Rams e poi anche i Divisional playoff contro i Bears. La gara fu la settantesima vittoria di in carriera di Gibbs, il quale diventò l'allenatore più vincente della storia dei Redskins. La stagione terminò la settimana seguente quando persero contro i Giants 17–0 nella finale della NFC.

### 1987: Vittoria del Super Bowl XXII
La stagione 1987 iniziò con uno sciopero di 24 giorni dei giocatori, riducendo le partite stagionali da 16 a 15. Le gare giocata tra le settimane da 4 a 6 furono tutte vinte con in campo giocatori di riserva. I Redskins si distinsero per essere stata l'unica squadra in cui scioperarono tutti i giocatori. Queste tre vittorie sono spesso indicate come quelle che hanno portato la squadra ai playoff e furono lo spunto per il film del 2000 "Le riserve". I Redskins andarono a conquistare il loro secondo campionato nel Super Bowl XXII, il 31 gennaio 1988 a San Diego, California. Lì superarono i Denver Broncos per 42–10 dopo aver iniziato con un passivo di 10-0, la più grande rimonta della storia del Super Bowl, che fu eguagliata dai New Orleans Saints nel Super Bowl XLIV e dai New England Patriots nel Super Bowl XLIX. Questa gara rimase però famosa soprattutto per la prestazione del quarterback Doug Williams che lanciò quattro touchdown nel secondo quarto, diventando il primo quarterback di colore a guidare la sua squadra alla vittoria nel Super Bowl. Anche il running back rookie Timmy Smith fornì una grande prestazione, correndo il record del Super Bowl di 204 yard (187 m).

### 1988-1990
Nelle due stagioni successive, i Redskins non mantennero le aspettative, non raggiungendo i playoff. Un evento degno di nota avvenne nel 1989, quando Gerald Riggs stabilì il record di franchigia correndo 221 yard nella sconfitta per 42–37 contro i Philadelphia Eagles. I Redskins tornarono nei playoff nel 1990, qualificandosi come wild card, ma furono sconfitti nel divisional round dai 49ers per 28–10.

### 1991: Vittoria del Super Bowl XXVI
La stagione 1991 iniziò con il record di franchigia di 11 vittorie. Nel corso della stagione, gli "Hogs", come era soprannominata la linea offensiva dei Redskins dell'epoca, concessero il minor numero di sack della lega, un record di franchigia e il terzo più risultato basso della storia della NFL. Dopo aver terminato con un record di 14–2, i Redskins trascinati dal quarterback canadese Rypien dominarono i playoff, battendo i Falcons e i Lions con un punteggio combinato di 64–17. Il 26 gennaio 1992, la squadra vinse il Super Bowl XXVI superando i Buffalo Bills 37–24, con Rypien che fu nominato MVP della gara. Dopo il Super Bowl, i Redskins stabilirono un altro record di franchigia mandando otto giocatori al Pro Bowl.

### 1992
Anche se non riuscirono a bissare la vittoria del titolo, i Redskins ebbero una stagione positiva nel 1992. Con un record di 9–7 si qualificarono ai playoff come wild card, venendo però eliminati nel secondo turno dai 49ers per 20–13. Il 12 ottobre 1992, Art Monk divenne il leader di tutti i tempi della NFL per passaggi ricevuti nella gara contro i Denver Broncos nel Monday Night Football, ricevendo il suo 820º in carriera.
Il 5 marzo 1993 si chiuse un'epoca quando Joe Gibbs andò in pensione dopo 12 anni coi Redskins. In quello che si rivelò un ritiro temporaneo, Gibbs si dedicò alla NASCAR, fondando la Joe Gibbs Racing.

## 1993-2011: crisi della franchigia
Durante gli anni dal 1993 al 2010, giunsero tempi duri per la franchigia dei Washington Redskins. Mentre conservavano una tifoseria ancora vasta ed appassionata, la squadra ottenne solo 2 vittorie nei playoff su 3 apparizioni. Dopo il ritiro nel 1992 dello storico allenatore Joe Gibbs, i Redskins caddero in una spirale negativa. Dal 1993, i Redskins cambiarono 8 differenti capi-allenatori, inclusa una parentesi di quattro anni dell'ex allenatore Gibbs dal 2004 al 2007. Molti tifosi incolparono direttamente per le scarse prestazioni dei Redskins il proprietario Daniel Snyder, insieme all'ex general manager e amico personale Vinny Cerrato, che condivise il controllo della squadra con Snyder per 10 degli ultimi 17 anni. Il capo allenatore Marty Schottenheimer (2001) fu licenziato alla fine della sua prima stagione da allenatore con un record di 8-8 e di conseguenza Cerrato venne riassunto. Altre controversie coinvolsero Snyder quando nel 2009 bandì i cartelloni dei tifosi dal FedExField a causa della loro natura negativa verso il proprietario e una causa legale nel 2009 in cui Dan Snyder citò in giudizio gli abbonati disoccupati che non potevano più permettersi di pagare l'abbonamento. Durante il processo, Snyder fece a causa ai detentori di abbonamenti per il mancato pagamento di multiple stagioni future. Queste persone non poterono permettersi un avvocato e dovettero pagare oltre 66.000 dollari a testa.

## 2012-2013: gli anni di Robert Griffin III

### 2012: l'arrivo di RG3

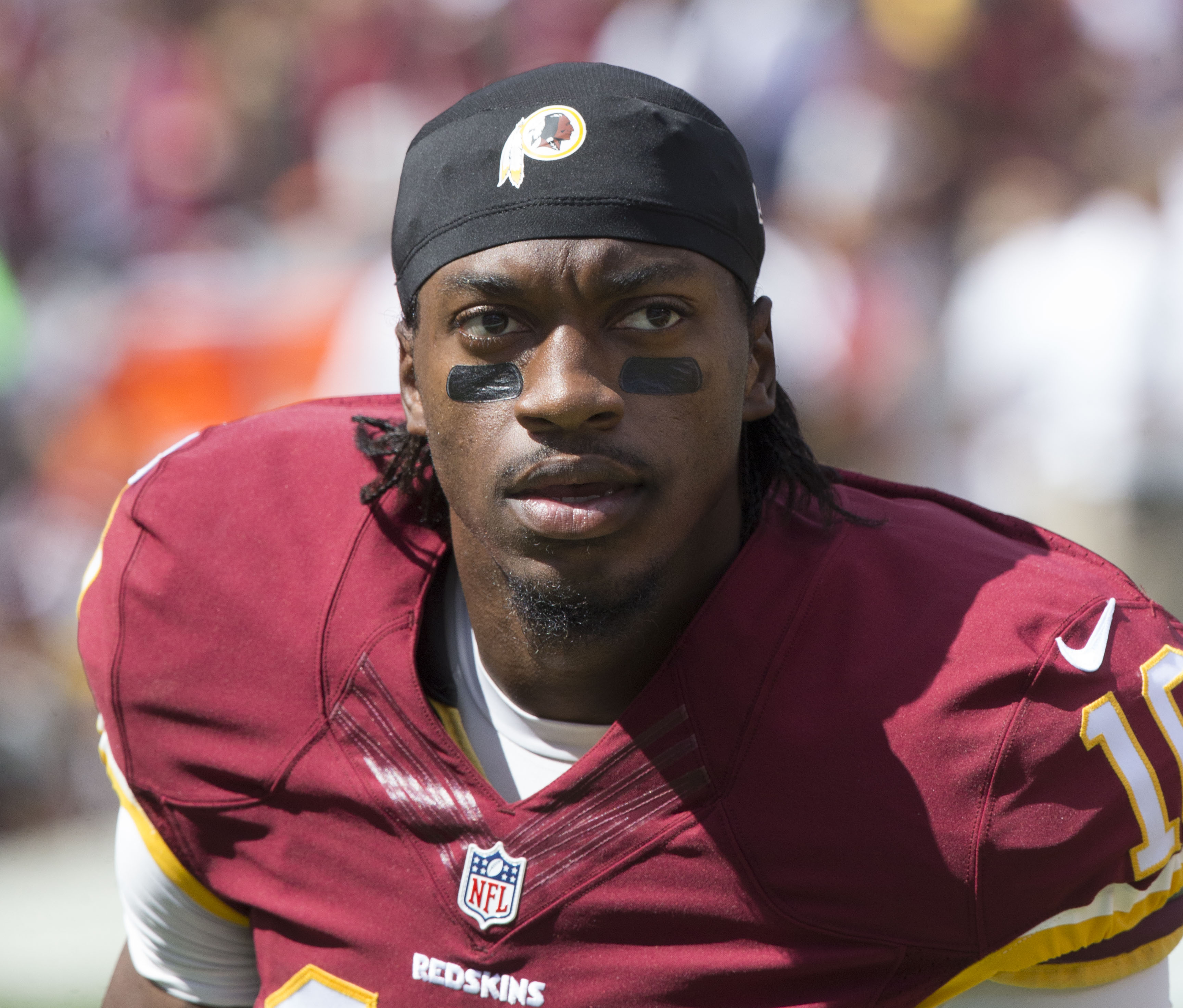
Robert Griffin III si impose subito come la nuova stella della squadra ma un infortunio nei playoff del 2012 ne condizionò il resto della carriera a Washington

Il 9 marzo 2012 i Redskins scambiarono tre scelte del draft, inclusa la sesta assoluta e quella del secondo giro del Draft NFL 2012 coi St. Louis Rams per la loro seconda scelta assoluta. Con quella scelta selezionarono il quarterback della Baylor University Robert Griffin III, fresco vincitore dell'Heisman Trophy. Un altro giocatore di rilievo scelto nel sesto giro di quel draft fu il running back Alfred Morris, che con 1.613 yard corse nella sua stagione da rookie stabilì il nuovo primato stagionale assoluto della franchigia.
Griffin III completò 65,6% dei suoi passaggi per 3.200 yards, 20 touchdown a fronte di soli 5 intercetti per un passer rating di 102,4, il più alto della storia per un rookie. RG3 inoltre corse 815 yard e segnò altri 7 touchdown, diventando solamente il sesto quarterback della storia a correre più di 800 yard in una stagione. A fine stagione fu premiato come rookie offensivo dell'anno e fu convocato per il Pro Bowl.
I Redskins, trascinati da Griffin, Morris e da London Fletcher in difesa, vinsero il loro primo titolo di division dal 1999, grazie a una serie di sette vittorie consecutive nel finale di stagione, terminando con un record di 10-6. Nei playoff, i Redskins si scontrarono in casa coi Seattle Seahawks. Dopo essere rapidamente passati in vantaggio per 14-0, Griffin riacutizzò un precedente infortunio subito in uno scontro con Haloti Ngata dei Baltimore Ravens. Il giovane quarterback decise tuttavia di rimanere in campo, finendo per infortunarsi gravemente, mettendo a rischio la sua presenza per l'inizio della stagione successiva. I Seahawks alla fine riuscirono a rimontare vincendo 24-14, chiudendo la stagione di Washington.

### 2013
Tutta la stagione 2013 dei Redskins fu condizionata dall'infortunio di Griffin III otto mesi prima. La squadra perse le prime tre partite, inclusa la prima della storia in casa contro i Detroit Lions, interrompendo una striscia di 21 vittorie consecutive che durava dal 1939. La prima vittoria stagionale giunse la settimana successiva sugli Oakland Raiders. Dopo la settimana di pausa la squadra perse contro i Cowboys, tornando a vincere la settimana seguente per 45-41 contro i Bears. Seguirono una brutta sconfitta contro i Broncos e una vittoria ai supplementari sui Chargers che sarebbe stata l'ultima stagione della squadra. Con RG3 sempre limitato dal rientro affrettato, all'alba del quindicesimo turno di campionato, fu lo stesso giocatore ad affermare che, malgrado avesse espresso il proprio desiderio di giocare, l'allenatore Shanahan decise di lasciarlo fuori dai campi per tutte le ultime tre gare della stagione per dargli modo di guarire al meglio in vista della stagione successiva. I Redskins si affidarono così al quarterback Kirk Cousins nelle ultime tre gare della stagione, perdendole tutte. Il 30 dicembre, dopo una stagione terminata con un record di 3-13, Mike Shanahan fu licenziato.

## 2014-2019: l'era di Jay Gruden

### 2014
Il 9 gennaio 2014 i Redskins assunsero come nuovo capo-allenatore l'ex coordinatore offensivo dei Cincinnati Bengals Jay Gruden, l'ottavo della gestione di Daniel Snyder. Gruden perse la sua prima gara come capo-allenatore contro gli Houston Texans 17-6, con gli avversari che controllarono l'attacco di Washington per la maggior parte della gara. La prima vittoria giunse la settimana successiva contro i Jacksonville Jaguars per 41-10. I Redskins faticarono per tutta l'annata, cambiando tre differenti quarterback titolari dopo essere partiti con Griffin III, che continuò la sua involuzione iniziata l'anno precedente. Il coordinatore difensivo Jim Haslett fu licenziato a fine stagione.

### 2015

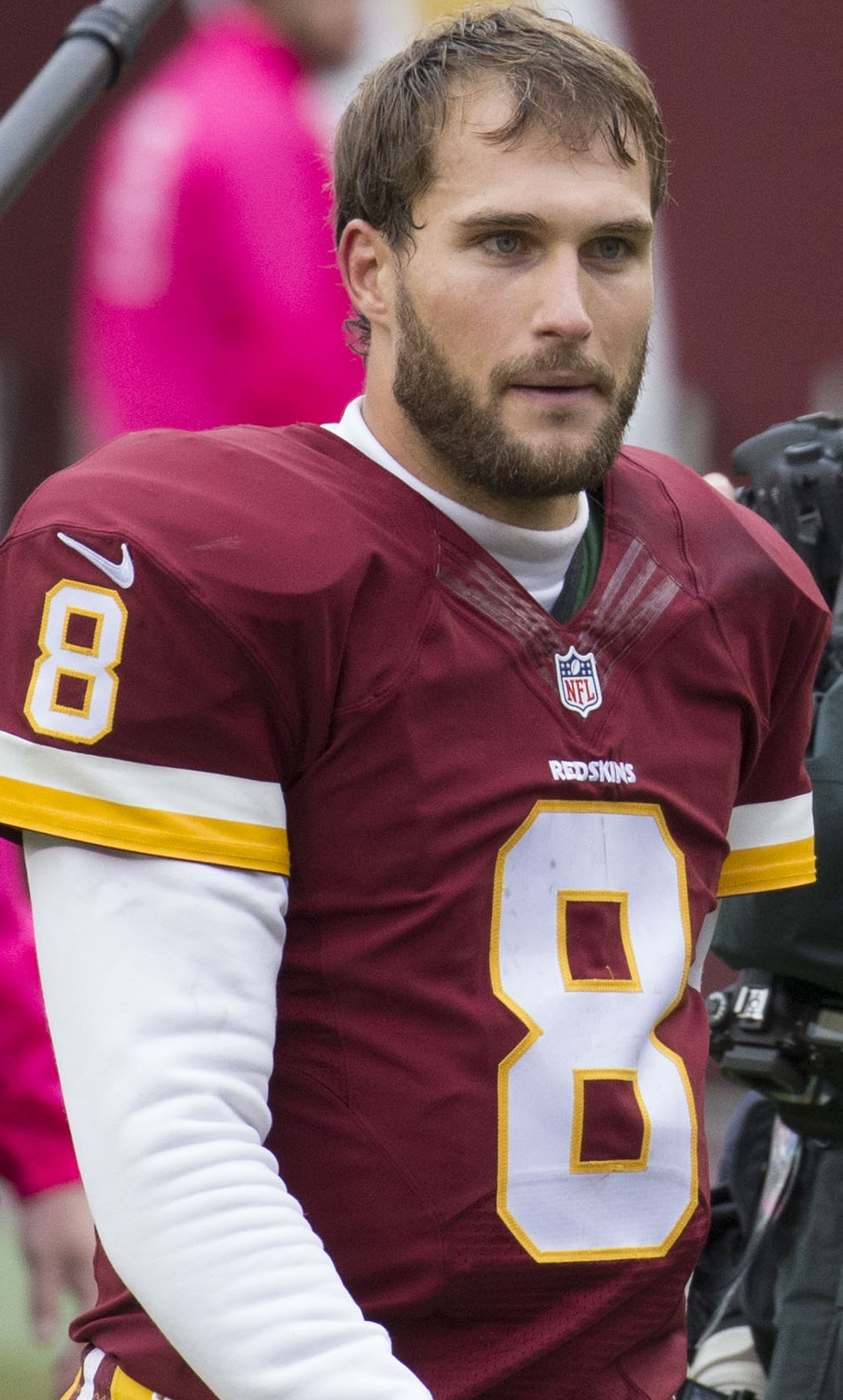
Kirk Cousins divenne stabilmente il quarterback titolare dei Redskins nel 2015

Il 7 gennaio 2015, i Redskins assunsero Scot McCloughan come loro general manager. McCloughan prese il controllo del roster da Bruce Allen, cui rimase solo il titolo di presidente. Il 25 ottobre 2015, i Redskins misero a segno la maggior vittoria in rimonta della storia della franchigia, vincendo contro i Tampa Bay Buccaneers per 31–30, dopo essere stati in svantaggio per 24-0 nel secondo quarto.
I Redskins si assicurarono il titolo della NFC East division il 26 dicembre, quando batterono i Philadelphia Eagles nel penultimo turno per 38–24. I The Redskins ospitarono i Green Bay Packers nel turno delle wild card dei playoff il 10 gennaio 2016, venendo sconfitti per 35–18, chiudendo la loro stagione.
Kirk Cousins, che disputò per la prima volta tutte le gare della stagione come quarterback titolare, finì con i propri personali in touchdown (29), yard passate (4. 166) e percentuale di completamento (69,8%). Quest'ultimo dato fu il migliore della lega, mentre i 29 touchdown lo posero al secondo posto nella storia della squadra in una singola stagione.

### 2016
L'attacco dei Redskins nel 2016 stabilì diversi record di franchigia. Il quarterback Cousins stabilì i primati della squadra i passaggi tentati, completati e yard passate, superando diversi suoi record stabiliti nel 2015. DeSean Jackson, Pierre Garçon, Jamison Crowder, Robert Kelley, Chris Thompson, Jordan Reed, Vernon Davis e Matt Jones superarono tutti le 500 yard alla linea di scrimmage, pareggiando i New Orleans Saints del 2011 per il massimo in una stagione della NFL.
Malgrado i numerosi primati stabiliti, i Redskins mancarono l'accesso ai playoff, perdendo per 19–10 coi Giants nell'ultimo turno, con la vincente che sarebbe approdata alla post-season. L'annata terminò con un bilancio di 8–7–1, la prima volta in quasi vent'anni che la squadra terminò due stagioni consecutive con più vittorie che sconfitte. In contrasto con l'efficienza dell'attacco, la difesa della squadra ebbe una stagione negativa, terminando al 29º posto della lega, cosa che portò al licenziamento del coordinatore difensivo Joe Barry e di tre dei suoi assistenti.

### 2017
Giocando sotto la franchise tag, Kirk Cousins lanciò oltre 4.000 yard ma i Redskins terminarono con un record di 7-9 e non centrarono i playoff. A fine anno, il quarterback lasciò il club come free agent e passò ai Minnesota Vikings, chiudendo il suo periodo di sei anni nella capitale. 

### 2018

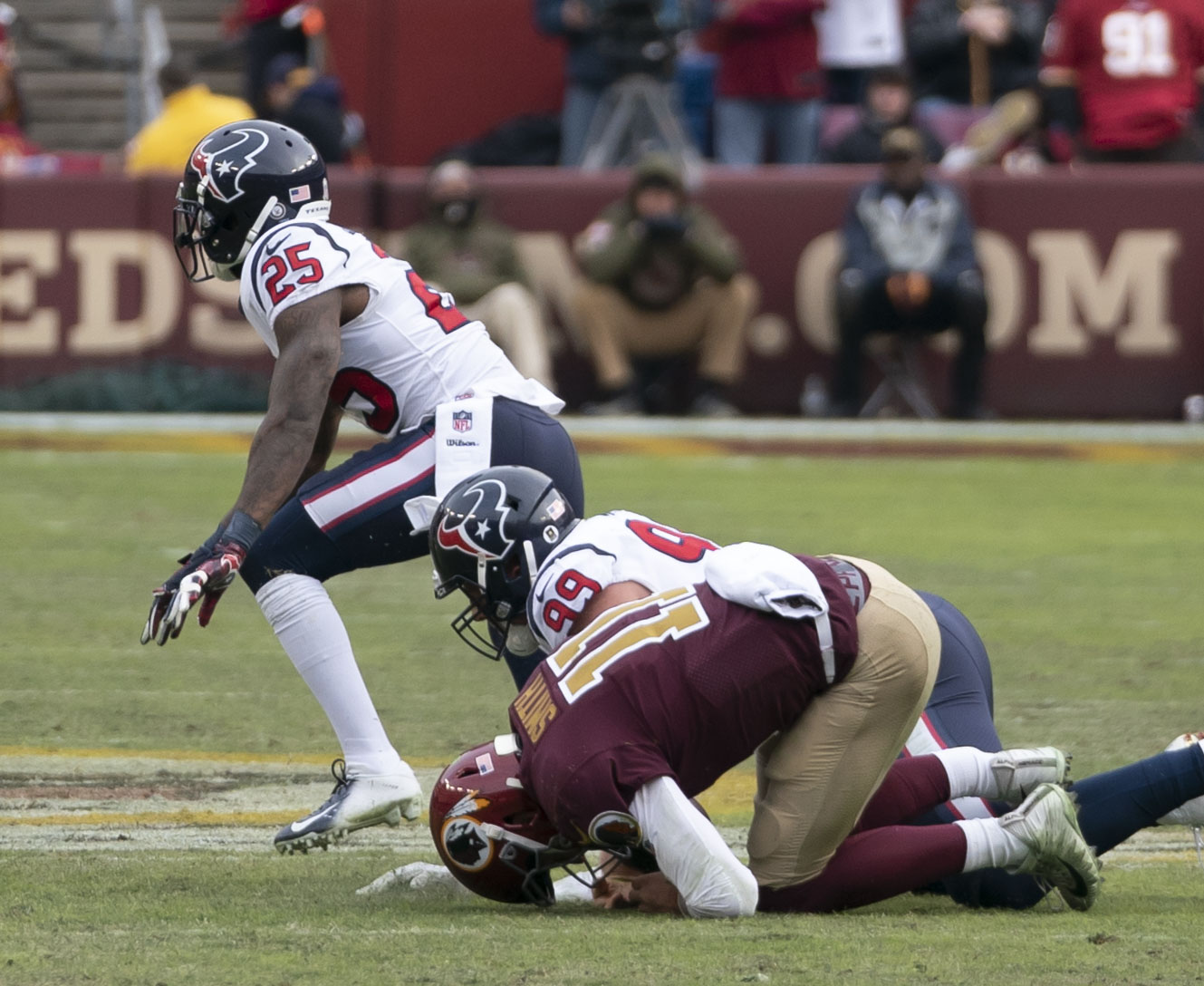
Il quarterback Alex Smith a terra dopo il grave infortunio contro Houston che pose fine alla sua stagione nel 2018

Dopo l'addio di Cousins, i Redskins ottennero in uno scambio con i Kansas City Chiefs il quarterback Alex Smith; in cambio cedettero Kendall Fuller e una scelta del terzo giro del draft.
I Redskins iniziarono la stagione con un promettente record di 6–3. Tuttavia, nella gara della settimana 11 contro gli Houston Texans, Smith subì un gravissimo infortunio a una gamba che pose fine alla sua stagione. Questo portò a cambiare tre diversi quarterback, Colt McCoy, Mark Sanchez e Josh Johnson. I Redskins non si ripresero più, terminando con un record parziale di 1-6 e uno finale di 7-9 per il secondo anno consecutivo. I 25 giocatori in lista infortunati di Washington furono il massimo della lega a fine stagione.

### 2019
A causa dell'infortunio di Alex Smith, i Redskins acquisirono Case Keenum dai Denver Broncos e scelsero nel primo giro del draft il quarterback Dwayne Haskins da Ohio State. Il 25 agosto 2019 Keenum fu nominato titolare per la gara del primo turno contro i Philadelphia Eagles. La stagione iniziò con un record di 0-5 e nella gara contro i Giants l'inefficace Keenum fu sostituito da Haskins che lanciò tre intercetti, di cui uno ritornato in touchdown. Il 4 ottobre 2019, Colt McCoy fu nominato titolare per la gara contro i New England Patriots. La squadra perse però per 33–7.
Con la loro peggior partenza dal 2001, il 7 ottobre i Redskins licenziarono l'allenatore Jay Gruden. Questi concluse con un record di 35–49–1 e un'apparizione ai playoff. Bill Callahan lo sostituì ad interim. Callahan ottenne la prima vittoria contro i Miami Dolphins.
Nel corso della stagione, i tifosi espressero spesso il loro malcontento per la gestione della squadra da parte del proprietario Dan Snyder e del presidente Bruce Allen, con rapporti di un ambiente disfunzionale che vennero a galla. Dopo avere terminato con un record di 3-13, Allen fu licenziato, terminando il suo periodo di 10 anni con la squadra.

## L'era di Ron Rivera (2020–presente)
Dopo l'addio di Bruce Allen e dei rimanenti allenatori dell'era Gruden, l'ex capo-allenatore dei Carolina Panthers Ron Rivera fu assunto il 2 gennaio 2020.
Il 3 luglio 2020, Washington annunciò che avrebbe considerato un cambio di denominazione per il controverso appellativo "Redskins", dopo avere ricevuto pressioni da Nike e FedEx. Il 13 luglio la squadra annunciò il ritiro del nome e del logo. Per la stagione 2020 si sarebbe identificata semplicemente come "Washington Football Team".